# 長沙第21中学校
長沙第21中学校（No.21 Middle School of Changsha）は、中華人民共和国湖南省長沙市雨花區韶山中路にある公立の高等学校。略称は二十一中。

## 校訓
- 儒雅、質樸、仁愛、融和

## 施設概要
- 儒雅教学楼
- 質樸教学楼
- 仁愛教学楼
- 図書館
- 体育館
- 博育館
- 実験楼
- 学生公寓
- 学校食堂